# Второе главное управление КГБ СССР
Второ́е гла́вное управле́ние КГБ СССР (сокращённо ВГУ КГБ СССР или ВГУ; также известно как второй главк) — структурное подразделение Комитета государственной безопасности СССР, ответственное за контрразведку.
В 1941 году за контрразведку отвечало 2-е управление НКВД. Впоследствии, при разделе НКВД на сам НКВД и НКГБ, контрразведка стала 2-м управлением НКГБ. Причём, 2-е управление НКГБ включило в себя не только 2-е (контрразведка), но и 3-е (секретно-политическое) управление НКВД. Это было в 1943 году. В 1946 году 2-е управление реорганизовано во 2-е главное управление НКГБ, которое уже носило название МГБ, министерство взамен народного комиссариата. 
В 1953 году 1-е и 2-е главные управления МГБ были соединены в единое Главное разведывательное управление (ГРУ) МГБ СССР. Однако вскоре стало понятно, что объединение таких структур как разведка и контрразведка невыгодно из-за чрезвычайной громоздкости такого аппарата. Они были разделены, но были объединены ещё большие структуры — МВД и МГБ — в один общий МВД. Контрразведка стала впервые 1-м главным управлением, поменявшись местами с разведкой. Через год был создан КГБ, выделенная контрразведка стала 2-м главным управлением.
По оценке последнего главы КГБ СССР генерал-лейтенанта Вадима Бакатина, эффективность деятельности 2-го главного управления КГБ СССР измерялась не только количеством арестованных или высланных вражеских разведчиков, но и выявленными связями и контактами у тех разведчиков, которые были взяты под наблюдение КГБ СССР.

## Структура
- 1-й отдел (США)
- 2-й отдел (Великобритания)
- 3-й отдел (ФРГ)
- 4-й отдел (Восток)
- 5-й отдел
- 6-й отдел (эмигрантские организации)
- 7-й отдел (борьба с терроризмом) («В отличие от 7-го отдела 5‑го Управления его работа строилась на контроле каналов въезда в страну иностранных граждан и предотвращении возможного использования террористами прикрытий постоянных представительств иностранных государств. Особое место занимало наблюдение за работниками резидентур спецслужб, осуществлявшим свою деятельность „под крышей“ учреждений своих государств»)[2]
- 8-й отдел (иностранцы в СССР)
- 9-й отдел (следственный)
- 10-й отдел (охрана дипкорпуса и наружное наблюдение)
- 11-й отдел (розыск и поимка агентов-парашютистов)
- 12-й отдел (биологические разработки)

В 1955 году 10-й отдел преобразован в Управление службы наружного наблюдения и охраны дипкорпуса.
После реформы Шелепина, в результате которой в состав второго главка вошли 4-е, 5-е и 6-е Управления КГБ, была произведена реформа отделов. Приказом КГБ № 0032 от 15 февраля 1960 г. была объявлена новая структура Главка.
Первые шесть отделов оставались прежними, остальные же приобретали такой вид:
- 8-й отдел (антисоветские листовки и анонимки)
- 9-й отдел (промышленность)
- 10-й отдел (иностранцы, прибывающие в СССР по линии учреждений науки и культуры, на учебу в вузы; агентурная разработка лиц, устанавливающих преступные связи с иностранцами и становящихся на путь антисоветской деятельности)
- 11-й отдел (духовенство и буржуазные националисты)
- 12-й отдел (промышленность)
- 13-й отдел (атомная промышленность) {начальником в 1980—1982 гг. В. М. Прилуков}
- 14-й отдел (транспорт)
- 16-й отдел (контрабанда и незаконные валютные операции)

Впоследствии в структуре Главка происходили следующие изменения, он многократно реформировалась, в частности некоторые отделы были упразднены, но потом восстановлены под такими же названиями, но с другими целями, на базе некоторых отделов было создано отдельное, 5-е управление. В результате реформ 2-е главное управление к 80-м годам приобрело следующий вид:
- Управление «А» (аналитическое)
- Управление «Н» (научно-оперативное)
- Служба «Р» (радиоконтрразведка)
- Служба «З»
- 1-й отдел (США)
- 2-й отдел (Великобритания, Канада, скандинавские страны)
- 3-й отдел (ФРГ)
- 4-й отдел (Япония, Юго-Восточная Азия)
- 5-й отдел (Азия, Африка, Ближний Восток)
- 6-й отдел (контрразведка на канале кратковременного пребывания иностранцев в СССР)
- 7-й отдел (иностранная пресса)
- 8-й отдел (Латинская Америка)
- 9-й отдел (Западная Европа)
- 10-й отдел (контрабанда и незаконные валютные операции)
- 11-й отдел (борьба с терроризмом)
- 12-й отдел (МИД, УпДК, МГИМО)
- 13-й отдел (борьба с изменой Родине на канале выезда советских граждан за рубеж)
- 14-й отдел (оперативные игры)
- 15-й отдел (оперативная техника)
- 16-й отдел (Китай)
- 17-й отдел (враждебные связи за границей)
- 18-й отдел (руководство работой 2-х подразделений территориальных органов)
- 19-й отдел (наблюдение за посольствами капиталистических стран)
- 20-й отдел (координация работы контрразведок органов безопасности соцстран)
- 21-й отдел
- Отдел кадров
- НИИ «Прогноз» (проблем информации)

## Руководители
- Федотов, Пётр Васильевич (1954—1956)
- Грибанов, Олег Михайлович (1956—1964)
- Банников, Сергей Григорьевич (1964—1967)
- Цинёв, Георгий Карпович (1967—1970)
- Григоренко, Григорий Фёдорович (1970—1983)
- Маркелов, Иван Алексеевич (1983—1989)
- Грушко, Виктор Фёдорович (1989—1991)
- Титов, Геннадий Фёдорович[1] (1991)
- Мясников, Фёдор Алексеевич (1991)

### Первые заместители руководителей
- Банников, Сергей Григорьевич
- Щербак, Фёдор Алексеевич
- Толкунов, Сергей Васильевич
- Григоренко, Григорий Фёдорович
- Бояров, Виталий Константинович
- Удилов, Вадим Николаевич
- Савенков, Николай Андреевич